# イチハツ
イチハツ（一初、一八、鳶尾草、学名：Iris tectorum ）はアヤメ科アヤメ属の多年草。帰化植物。

## 特徴
地下に黄色の根茎がある。葉は幅2.5-3.5cm、長さ30-60cmのシャガに似た剣形で中脈が隆起しなく、縁は全縁。花期は5月で、高さ30-50cmの花茎が立ち、分枝して2-3の花をつける。花は径10cmほどになり、藤紫色で、外花被片は倒卵形で先が丸く、内花被片は小型でともに平開する。本種が典型的なアイリスとは違って見えるのは、外側と内側の花弁が広がっていて花型が平らになっているためである。外花被片に濃紫色の斑点が散らばり、基部から中央にかけて白色のとさか状の突起がある。

## 分布と生育環境
中国原産の植物で、古く室町時代に渡来し、観賞用として栽培されてきた。昔は、強い風を防ぐという迷信があったので農家の茅葺屋根の棟の上に植える風習があったが、最近は少なくなった。そのせいか英名の一つが「roof iris」である。逸出し野生化しているものもある。
種小名の tectorum は、「屋根の」という意味。アヤメの類で一番先に咲くので、「一初（イチハツ）」の名がある。

## 下位分類
- シロバナイチハツ Iris tectorum Maxim. f. alba (Dykes) Makino -花が白色の品種。